# Sicule (langue)
Pour les articles homonymes, voir Sicule.
Le sicule est une langue aujourd’hui morte. Très peu connue, elle fut parlée par les Sicules (en grec Sikeloi, en latin Siculi) en Sicile. Elle est considérée comme proche ou faisant partie des langues italiques, la branche des langues indo-européennes à laquelle se rattache le latin.